# 中华民国北京政府内阁列表
- 關於中國國民黨執政時期的內閣，詳見「中國國民黨內閣」和「中華民國南京臨時政府內閣」和「中華民國國民政府內閣列表」。

以下列出北洋政府時期，中華民國政府的歷屆內閣国务总理（或国务卿）及阁员名单。本列表阁员仅列出各部总长，不列各部次长。各部不包括「参谋部」或「参谋本部」。特殊时期的宪法、法律和政治背景亦作简单介绍。如欲进一步了解有关情况，请见参考文献。

### 書籍
- 謝彬 主編 (编). . 上海: 上海學術研究會叢書部. 1924. ISBN 978-7-101-05531-3.
- 刘寿林 (编). . 北京: 中华书局. 1966.
- 刘寿林; 万林元; 王玉文; 孔庆泰. . 北京: 中华书局. 1995. ISBN 978-7-101-01320-7.
- 丁中江 (编). . 台北: 春秋杂志社. 1967.
- 郭廷以. . 台北: 中央研究院近代史研究所. 1979. ISBN 978-6-666-71294-5.
- 张朋园; 沈怀玉. . 台北: 中央研究院近代史研究所. 1987.
- 张玉法 (编). . 台北: 聯經出版事業公司. 2001.
- 刘国铭 (编). . 北京: 春秋出版社. 1989.
- 钱实甫 (编). . 黄清根 整理. 上海: 华东师范大学出版社. 1991.